# Кофре-де-Пироте
Кофре-де-Пироте (исп. Cofre de Perote)  — потухший щитовой вулкан в Мексике. 
Расположен на юге центральной Мексики, в штате Веракрус. В месте объединения Транс-мексиканского вулканического пояса с системой Сьерра-Мадре Восточная. Высота вершины вулкана: 4282 м. Последнее извержение согласно радиоуглеродному анализу произошло в 1150 г. ± 100. Вулкан назван в честь расположенного неподалёку города Пироте. 